# Pseudogoniopsita siphonelloides
Pseudogoniopsita siphonelloides är en tvåvingeart som först beskrevs av Becker 1911.  Pseudogoniopsita siphonelloides ingår i släktet Pseudogoniopsita och familjen fritflugor. Inga underarter finns listade i Catalogue of Life.